# Louis van Pullaer
Louis Van Pullaer, ook wel Louis van Pulaer, (Kamerijk, circa 1475 - aldaar, 21 september 1528) was een koorleider en componist uit de Zuidelijke Nederlanden. Hij stond bekend onder "Lentailleur" (Lentretailleur)
Hij was zoon van Pierre Van Pullaer. Hij was vermoedelijk leerling van Denis de Hollain, leider van het koor van de kathedraal van Kamerijk, waarin De Pullaer tussen 1485 en 1494 zong. Zijn talent bracht hem bijna aansluitend tot leider van het knapenkoor (maître des enfants) van de Sint-Denijs in Luik. In 1503 keerde hij terug naar zijn geboortestad en volgde zijn leermeester op. In 1507 werd hij wegens nalatigheid ontslagen. Hij probeerde in de zomer van dat jaar aan de slag te kunnen aan bij het koor van de Notre-Dame van Parijs, maar moest tot december 1507 wachten voordat zijn betrekking werd bevestigd. Twintig jaar later was hij weer in Kamerijk te vinden, nu als kanunnik, mede omdat Parijs hem die “rang” weigerde.
In de jaren tachtig was er nog maar één werk van hem bekend, een Missa Christus resurgens, een parodie van een lied van Richaford. Het beleefde nog een druk in 1932 bij Julius Delporte (Revue liturgique et musicale).
- Bibliothèque nationale de France: cb16437679x (data)
- Gemeinsame Normdatei: 1089781059
- International Standard Name Identifier: 0000 0000 6877 2622
- MusicBrainz: d0294a06-a2ad-41e7-b643-838f380623c1
- Nederlandse Thesaurus van Auteursnamen: 132104830
- Système universitaire de documentation: 133867951
- Virtual International Authority File: 98276086